# Langrayen bridé
Artamus superciliosus
Espèce
Statut de conservation UICN

 LC  : Préoccupation mineure
Le Langrayen bridé (Artamus superciliosus) est une espèce de petits passereaux de la famille des Artamidae.

## Répartition

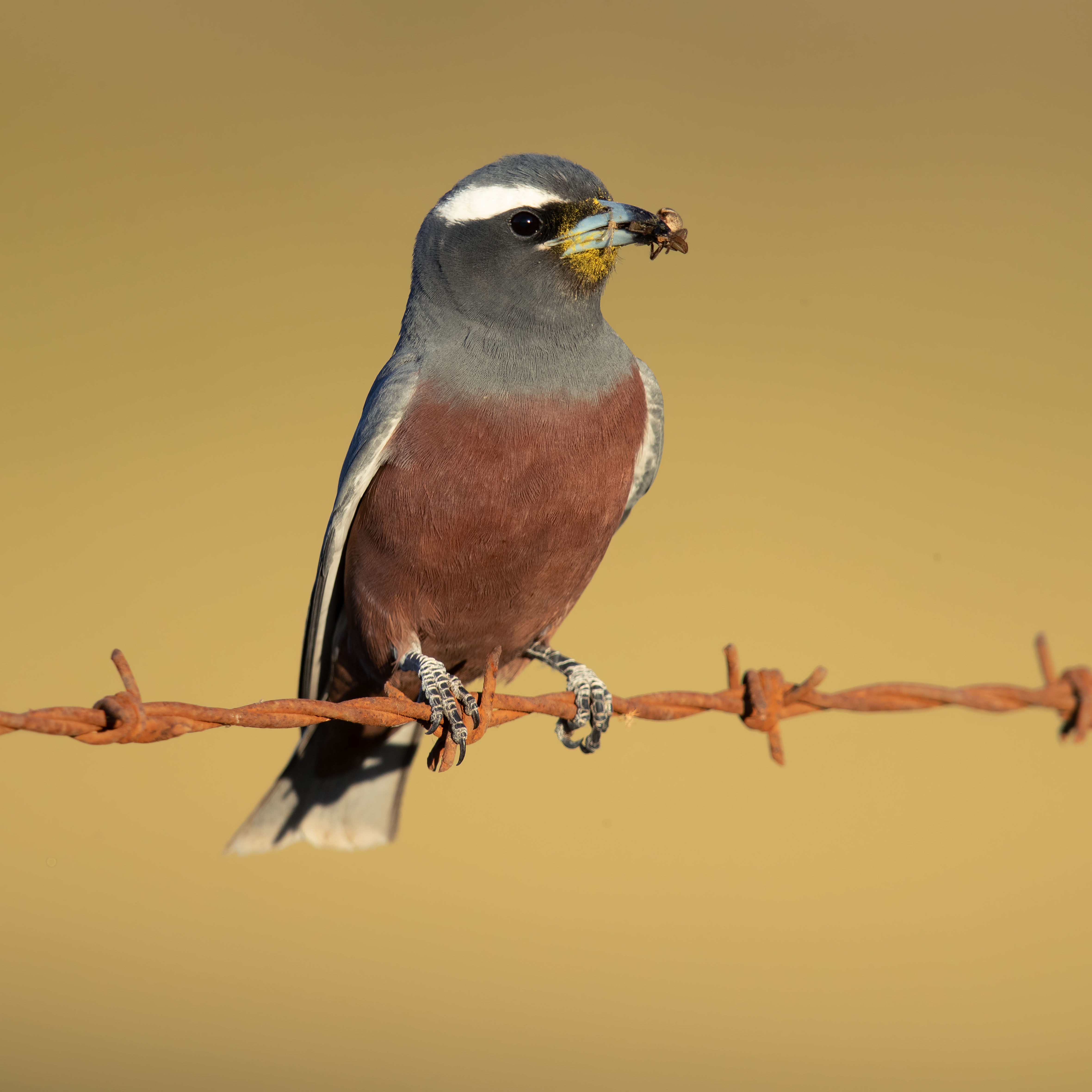
Un langrayen bridé mâle vers la Ville de Hawkesbury, Australie. Novembre 2019.

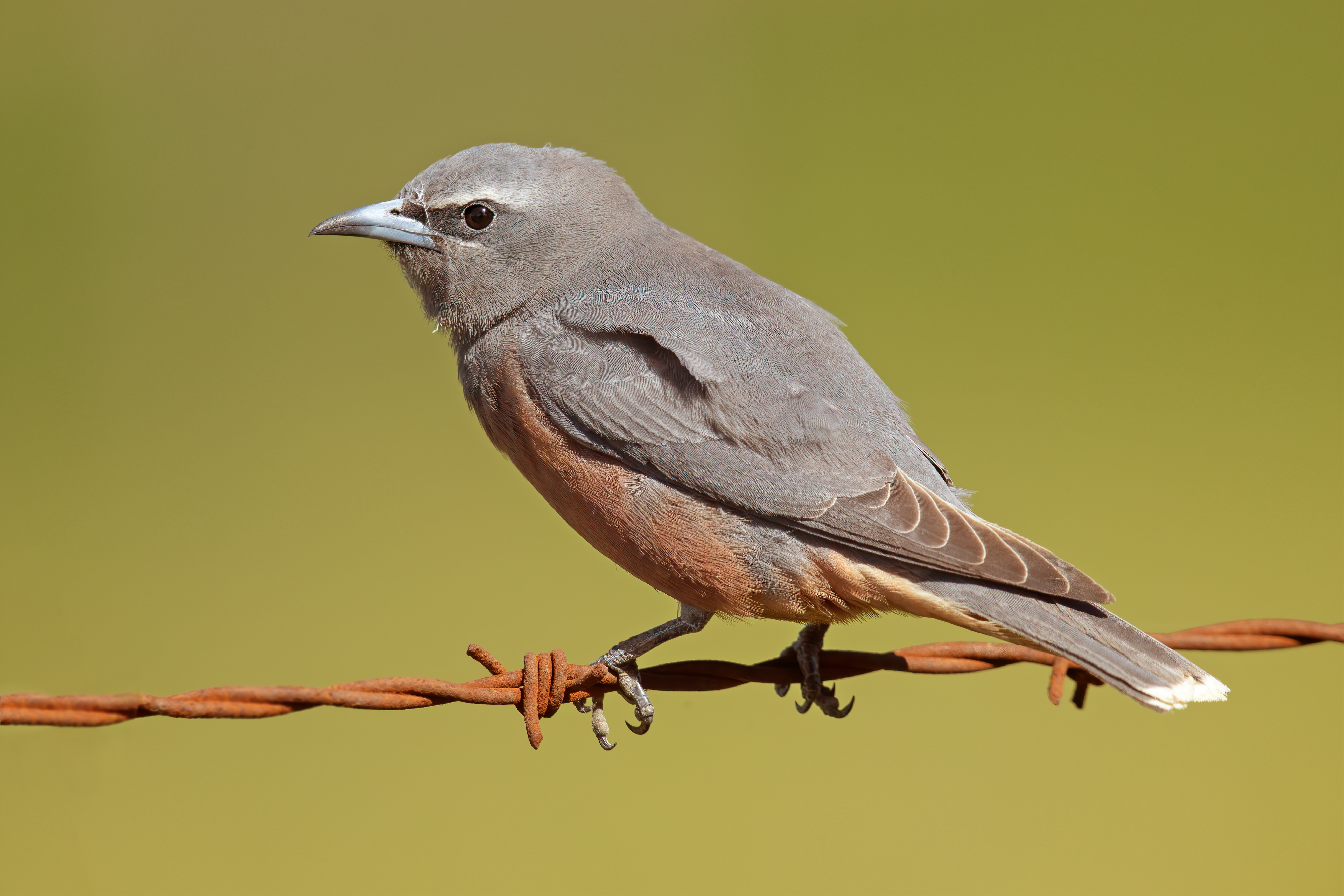
Une langrayen bridé femelle, dans un endroit proche du précédent.

Il est endémique en Australie.